# Князь тишины
«Князь тишины́» (на бутлегерских кассетах назывался «Казнь тишины») — четвёртый студийный альбом советской и российской рок-группы «Наутилус Помпилиус», состоящий из заново записанных песен, ранее появлявшихся на предыдущих альбомах группы, «Невидимка» и «Разлука», или исполнявшихся на концертах. 
Сессии записи проходили в феврале—марте 1988 года в московской студии Александра Кальянова «Тон Сервис» в «Олимпийском», который в итоге занялся сведением.  Весь альбом, кроме вокала Вячеслава Бутусова и саксофона Алексея Могилевского, был записан при помощи компьютеров. Активное участие принимали, в частности, певица Алла Пугачёва и мультиинструменталист и звукорежиссёр Владимир Елизаров.
Записи альбома предшествовали успех на фестивале «Рок-панорама-87», перемены и разногласия в группе, переезд в Москву и уход сооснователя группы Дмитрия Умецкого. Одним из главных мотивов для создания альбома стали упрёки москвичей в халтурном звучании предыдущих альбомов группы. Ожидалось, что «Князь тишины» станет одной из первых выпущенных кооперативных пластинок. Альбом появился на прилавках магазинов в октябре 1989 года, спустя 11 месяцев после распада «золотого состава» группы.
Несмотря на важность пластинки для истории группы «Наутилус Помпилиус», при выходе она понравилась далеко не всем поклонникам их творчества: мало кто понимал её смысл и много кто считал, что новые аранжировки испортили хорошие песни. Бывший директор коллектива Александр Калужский написал негативную рецензию на альбом. Автор журнала «Мелодия», однако, похвалил музыкальные решения и тексты Ильи Кормильцева. В 2010 году альбом занял сороковое место в списке «50 лучших русских альбомов всех времен», составленном журналом «Афиша» по итогам опроса молодых российских музыкантов, а в мае 2012 года, в результате голосования, проводившегося сайтом OpenSpace.ru, альбом «Князь тишины» занял пятую позицию в списке 50 главных пластинок «Мелодии».

## Предыстория
Группа «Наутилус Помпилиус» была основана студентами Свердловского архитектурного института Вячеславом Геннадьевичем Бутусовым и Дмитрием Константиновичем Умецким 10 ноября 1982 года. К концу 1987 года «Наутилус Помпилиус», выпустившие к тому моменту уже три магнитоальбома («Переезд», «Невидимка» и «Разлука»), обретшие новый имидж («галифе, сапоги, ордена, макияж») и показавшие себя на фестивалях в Вильнюсе, Черноголовке, Подольске и Новосибирске, стали одним из самых востребованных и успешных коллективов СССР. С ростом популярности в группе начали возникать творческие разногласия: коммерческий успех, противный музыкантам, утомительные концерты и неблагоприятная обстановка в советском рок-обществе негативно сказывались на отношениях внутри группы.

### 1987 год. «Рок-панорама-87»

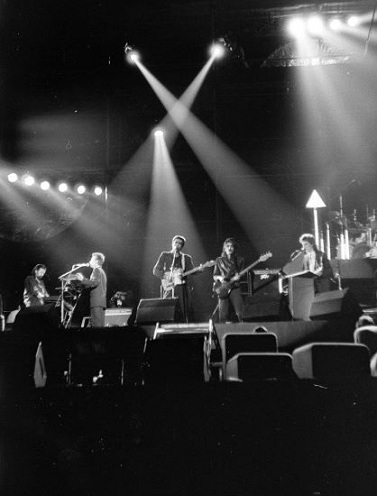
«Наутилус Помпилиус» на «Рок-панораме-87». Фото Преображенского К. В.

В декабре 1987 года в Москве прошёл фестиваль «Рок-панорама-87». Основными представителями советского рока на мероприятии были «АВИА» из Ленинграда и «Наутилус Помпилиус». Бо́льшую часть участников составляли «филармонические артисты разной степени рок-н-ролльности в диапазоне от Александра Малинина до „Арии“, коллективы из Прибалтики и Московской рок-лаборатории». Выступление «Наутилуса Помпилиуса» 10 декабря привлекло особенное внимание зрителей.
Гастрольный 1987 год сильно утомил участников «Наутилуса Помпилиуса». Умецкий возложил на себя задачу продвижения группы и постройки «танка, который продавил бы всю страну»; он желал, чтобы сам коллектив остался в Москве и сосредоточился на студийной работе и развитии творческих идей. В этот период из группы был уволен звукооператор Андрей Макаров, работавший с Бутусовым и Умецким ещё с 1982 года.
После участия на «Рок-панораме-87» группе стали поступать предложения переехать в столицу, на которые уральцы изначально смотрели с немалым скептицизмом. В фильме «Серп и гитара» клавишник Алексей Могилевский рассуждает: «Пока мы являемся сибирскими медведями, мы будем представлять какой-то интерес: группа с Урала, но при этом не в лаптях, а в сапогах, да ещё с бантиками. Как только мы станем московскими не медведями, придётся ломать и себя, и многое другое». Бутусов дополняет: «Влияние Москвы на нас усилилось, и поступило предложение вообще переехать — здесь проще некоторые моменты решать… Все зависит от того, какую информацию мы соберём по этим организациям, что более выгодно и вообще, имеет ли смысл с ними связываться. Я настроен пессимистически, я приблизительно знаю обстановку везде. Найти то, что нужно, просто нереально. Чем это кончится — я не знаю и особых иллюзий на эту тему не питаю».

### 1988 год. Переезд в Москву
По предложению Умецкого в декабре 1987 — январе 1988 года группа отправилась в Москву. Все участники (кроме Бутусова и Умецкого в группе тогда состояли клавишники Алексей Могилевский, Виктор (Пифа) Комаров и Алексей Хоменко, барабанщик Владимир (Зема) Назимов и мультиинструменталист и звукорежиссёр Владимир Елизаров) проводили время вместе в общежитии МВТУ им. Баумана и спортзале, несколько раз посещали студию Юрия Чернавского (правда, занимались там «обивкой стен какой-то тканью», а не записью) по настоянию Умецкого, а также обдумывали вариант записи у Стаса Намина.
«Инициатива исходила, разумеется, от „царствующей“ особы: Алла начинала создавать свой „театр“ и внимательно присматривалась к потенциальным протеже. Встречались часто, на квартирах и в ресторанах, пили, говорили, танцевали. Слава радостно общался, однако упорно делал вид, что не понимает, что от него хотят. В то время он в очередной раз находился в странном, сумеречном состоянии. Только, что ушёл Умецкий — ушёл без скандала. Шумиха, раздутая вокруг „Наутилуса“, явно угнетала главного героя — жить ему было в лом. Тягостное впечатление он производил даже на близких людей — что уж там говорить о людях малознакомых. В конце концов, Алла Борисовна отступилась от Бутусова, произнеся по непроверенным слухам следующие исторические слова: „Мальчик или идиот, или очень хитер“».
По воспоминаниям Алексея Могилевского, в один из дней, когда группа ходила в студию Чернавского обивать стены, они заметили отсутствие Бутусова: им сказали, что тот отправился на встречу с большим человеком. Пьяный Бутусов вернулся под утро, начал посыпать музыкантов блокнотиками с изображением певицы Аллы Борисовны Пугачёвой и сказал им, что это «только начало». На следующий день в конторе Чернавского выдавали зарплату; администраторы рассказали музыкантам, что Вячеслав Геннадьевич виделся с Пугачёвой: та хотела познакомиться с остальными участниками «Наутилуса» и их творчеством. Проснувшийся позднее Бутусов заявил коллегам, что на вечер у них запланирована встреча с певицей в её квартире. В тот же вечер по радио «Юность» Александр Градский вёл передачу про «Наутилус Помпилиус». Тогда Пугачёва впервые познакомилась с песнями группы.
Переезд группы в Москву в 1988 году и вливание в новую для неё «тусовку» послужили основными причинами появления альбома «Князь тишины». Рок-общество в Москве на тот момент практически отсутствовало, зато процветала поп-сцена. Музыканты начали получать негативные комментарии по поводу «убогого» звука «Разлуки» и «Невидимки», вследствие чего постепенно начала возникать идея студийного ремейка тогдашних хитов группы в виде магнитоальбома.
Бутусов и Умецкий с какого-то момента стали редко появляться рядом с группой: первый активно принимал участие в создании финского фильма о советской рок-музыке «Серп и гитара», изредка посещая общежитие и угощая музыкантов парой блоков дефицитных в то время сигарет «Camel», а второй «вплотную занялся московской жизнью». На некоторое время Бутусов с Умецким остановились у невесты второго, сценаристки Алёны Аникиной, которая познакомила их со столичной богемой. В «Наутилусе Помпилиусе» началось «брожение».
Музыкантов раздражала отчуждённость лидеров группы, но они пытались работать. Хорошие отношения с Пугачёвой поспособствовали знакомствам со звукорежиссёром Александром Кальяновым, Андреем Макаревичем и Леонидом Лебедевым, президентом совместного предприятия (на тот момент — кооператива) «Синтез», «вознамерившимся создать первый альтернативный „Мелодии“ государственный лейбл» («Синтез Рекордз»). Лебедев пообещал группе немалый по тем временам гонорар в размере 50 тысяч рублей за запись грампластинки, а Кальянов предоставил студию («Тон Сервис» в «Олимпийском»).
В начале февраля Умецкий поставил ультиматум, пригрозив уходом из группы, если требования не будут выполнены: он желал, чтобы Хоменко (которого спустя годы называл «полным позорищем, которого никогда в жизни бы не допустил, если бы остался тогда в команде»), Елизаров и тогдашний директор Александр Калужский ушли из «Наутилуса Помпилиуса», а сама группа на время приостановила гастрольную деятельность. Остальные музыканты, однако, настояли на продолжении концертов, а Вячеслав сказал Дмитрию: «Если ты всё решил, уходи». После концертов 6—7 февраля во Дворце спорта в Лужниках «„Звуковая дорожка“ представляет лауреатов» Умецкий покинул «Наутилус Помпилиус»; Елизаров стал его заменой в студии (и на концертах в Химках).

## Запись
Работа над альбомом началась ещё в декабре 1987 — январе 1988 годов. Хоменко, звукорежиссёр и будущий бас-гитарист группы Виктор Алавацкий (имевший за плечами более чем десятилетний стаж работы в ресторанных ансамблях) и Елизаров (также изредка присутствовали Бутусов и Умецкий) начали записывать партии для будущего альбома в музыкальный компьютер, находясь прямо в московском общежитии. Финны одарили Вячеслава Геннадьевича секвенсором, благодаря которому появилась возможность добиться нормального звука даже в домашних условиях:
Вся основная забивка производилась внутри этой общаги. Все эти сиквенсеры, как сейчас помню, Yamaha QX1 лежала на полу, а самый продвинутый Владимир Петрович Елизаров его осилил, связал все наши многочисленные синтезаторы в одну медийную цепочку и всё это забивал прямо туда. То, что он мог сыграть сам, он играл. То, чего не знал сам, играли те, кто играл на этих самых клавишных. А играли именно Хоменко, Могилевский и играл Виктор Комаров. Ударные партии забивались тоже в драм-машину, по тому времени инструмент дико модный и жутко дорогой. И всё это хозяйство, как бы, приобретало странный синтетический такой вот привкус, поскольку, как правило, всё это игралось вживе и, когда это всё перелегло на совершенно жесткую привязку к метру и ритму, значит, у самих нас возникало ощущение, что что-то не в порядке с темпами.Алексей Могилевский, 
«Елизаров проделал огромную работу по подготовке и записи диска в самые сжатые сроки. Было бы несправедливо свалить на него вину за неудачу лонгплея, поскольку без него все вышло бы гораздо хуже».
Синтетический звук, присутствовавший на «Невидимке» и «Разлуке» «от бедности», на «Князе тишины» «был сделан ради стильности». Вживую для альбома были записаны только вокалы, саксофон Могилевского и гитары.
С почти готовым альбомом в феврале 1988 года «Наутилус Помпилиус» пришли в студию к Пугачёвой и Кальянову. Запись проходила с февраля по конец марта (по другим сведениям — последняя сессия записи состоялась 5 марта) в студии «Тон Сервис». Участники спешили завершить запись и отправиться домой. Это был первый опыт «Наутилус Помпилиус» в профессиональной студии. Место звукорежиссёра занял Кальянов, Елизаров и Пугачёва также принимали в работе активное участие.
Бутусов пребывал в потерянном состоянии: он не видел смысла в идее нового альбома, пел без энтузиазма и постоянно болел, из-за чего пел с трудом. По словам Умецкого, ещё незадолго до его ухода у Бутусова начали проявляться симптомы, о которых предупреждали музыкальные педагоги: причиной послужил «непрофессионально подгруженный голос». Бутусов стал чаще уставать, его часто тошнило от перенапряжения связок. Его «первой учительницей по пению» на студии стала Пугачёва: по воспоминаниям Хоменко, «Бутусов стоял с наушниками, она — рядом с наушниками и с текстом и прямо карандашиком отмечала, что, мол, „тут ты спел, а отсюда давай, перепевай“». Кадры фильма «Серп и гитара» показывают процесс записи вокала для песни «Шар цвета хаки» под руководством Пугачёвой. С записью вокала Могилевского проблем подобных Бутусову не возникало; в определённый момент Пугачёва даже спросила его: «Ты почему всё с первого раза поёшь классно?». Запись альбома была завершена с «немалыми мучениями».

## Песни
«[Альбом] „Князь тишины“ — это по сути кавер-версия. Это ремейки были песен изданных и неизданных. Просто в кучу собрали всё то, что на тот период записи в Олимпийском в студии Аллы Борисовны, то, что считалось коммерчески выгодным для выпуска на „Мелодии“. Поскольку мы много материала играли на концертах, но не было записано, то сделали такой винегрет из песен. Но я не считаю его номерным альбомом».
Альбом полностью состоит из ранее исполненных на ранних записях или концертах группой песен: то есть, фактически, это, по большей части, сборник лучших на тот момент хитов коллектива. Две песни взяты со второго магнитоальбома «Невидимка» (1985) — «Князь тишины» и «Прощальное письмо», ещё четыре — «Скованные одной цепью», «Взгляд с экрана», «Казанова» и «Шар цвета хаки» — с третьей записи коллектива, «Разлуки» (1986). Остальные три песни альбома были ранее известны поклонникам лишь в концертном варианте — «Стриптиз», «Доктор твоего тела» и «Я хочу быть с тобой».

### Первая сторона
В «песне-речитативе» «Скованные одной цепью» описывается и критикуется «позднебрежневский и постбрежневский режим, который сам уже заврался и жил капиталистическими ценностями, изображая из себя что-то коммунистическое». Бутусов рассказывал, что «Скованные одной цепью» «замышлялась, как программа к действию, где очень много всего сказано и недосказано», однако спустя пару лет она стала восприниматься авторами «словно точка в подведении итогов: вот тут плохо, тут и тут. Надо исправлять ошибки». По его мнению, если изначально она была направлена на конкретную систему — Советский Союз, то сегодня она актуальна «в общечеловеческом понимании, безотносительно к политике». В «Скованных» «в сжатом виде изложена информация о внешних болячках условного общества». Схожие по тематике тексты «Скованные одной цепью» и впоследствии утерянный Бутусовым «Метод Станиславского» были написаны Кормильцевым в 1984 году, когда тот «в пижаме сидел по ночам в подъезде — дома ему курить не позволялось — и писал на кусочках бумаги тексты». Из-за советской цензуры строка Кормильцева «За красным рассветом коричневый закат» («за коммунизмом — фашизм») преобразовалась в «За красным рассветом розовый закат». В 1990 году, вероятно, в связи с изменениями в советском обществе, на концертах иногда звучала первоначальная версия. Также некоторое время под частичным запретом находилась строка «Здесь сброшены орлы ради бройлерных куриц». Проигрыш для «Скованных» был придуман уже в студии Алексеем Могилевским, вдохновлённым Стингом и его альбомом The Dream of the Blue Turtles.

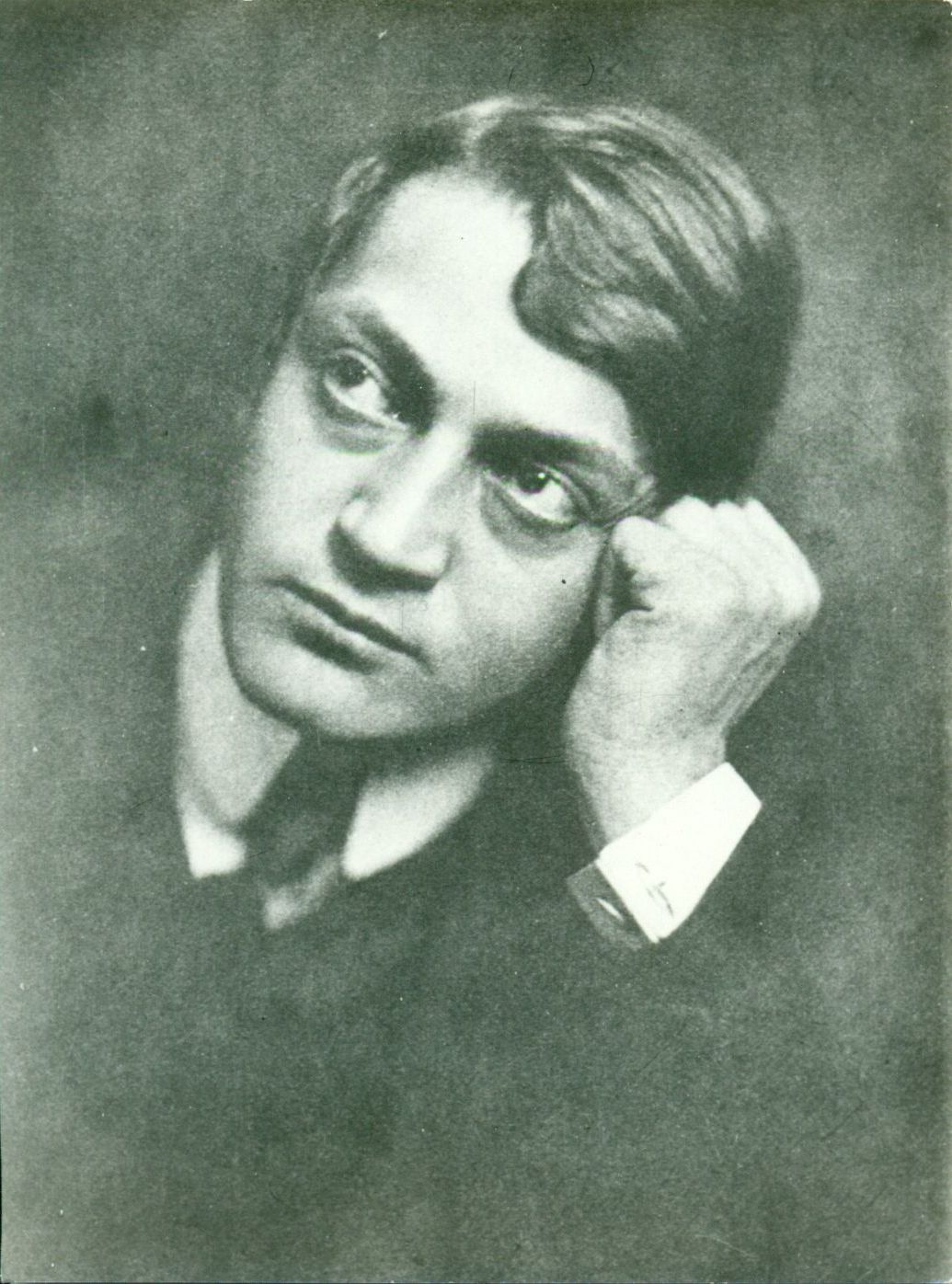
Эндре Ади

В 1982 году на автобусной остановке Бутусов купил двухтомный сборник «Антология венгерской поэзии», содержащий стихотворение поэта конца XIX – начала XX веков Эндре Ади «Jó Csönd-herceg előtt» (с венг. — «Впереди доброго Князя Тишины») в переводе Леонида Мартынова. Материала из сборника хватило не только на «Князя тишины», но и на несколько вещей из первого альбома группы — «Переезд» (1983). Эндре Ади так объяснял своё стихотворение: «… это высшая сила, и я имел в виду не только то, что человек ночью, в одиночестве, отпугивает от себя жуткую, наводящую страх тишину, но и то, что горе мне, если бы я когда-нибудь, пока я жив, позволил бы себе замолчать и позволил бы, чтобы на меня навалилась тишина, которая страшнее Смерти…». Перевод «Jó Csönd-herceg előtt» попал на «Невидимку» без всяких изменений, кроме самого названия, которое было несколько сокращено. «Князь тишины» — самая любимая песня Бутусова из его репертуара, Песня по-прежнему не перестаёт его удивлять при каждом прослушивании, в особенности — стиль Ади. Когда в 2009 году Бутусова спросили о его видении смысла стихотворения, он ответил: «Я нашёл в молитвослове, что князем тишины называют Иисуса Христа».

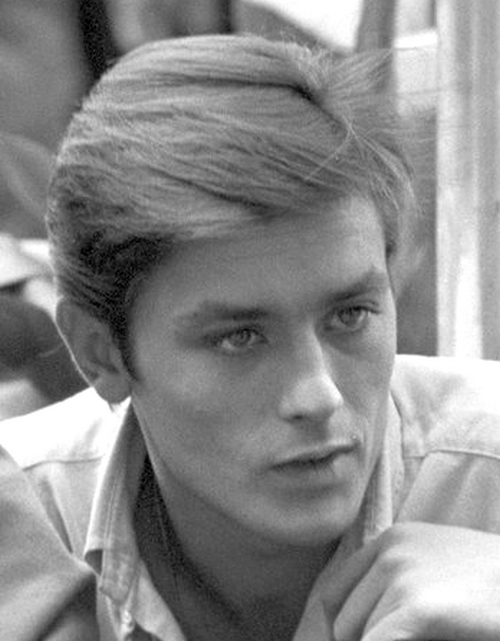
Ален Делон, 1959 год

Текст «Взгляд с экрана» (в народе также известен как «Ален Делон») Ильи Кормильцева — вольный перевод главного хита английского поп-трио Bananarama «Robert De Niro's Waiting…»: он поётся от лица девушки, мечтающей встретиться со своим кумиром. Версия Кормильцева представляла собой «смешные, даже издевательские стишки о пролетарской дурочке из многоэтажных кварталов, единственным утешением для которой среди фантасмагории родимого бытия стала фотография французского киноактёра Алена Делона на стене». Эта песня стала третьим совместным опытом Кормильцева и Бутусова в написании песен (предыдущим была композиция «Кто я?» из «Невидимки»). Автор текста насторожился, когда услышал «свои по замыслу ернические стишки» в мрачной и безысходной песенной интерпретации Бутусова. Главную музыкальную тему «Взгляда с экрана», «действительно пахнущую Францией», написал Виктор «Пифа» Комаров, проигрыш был сочинён в студии.
Работа над «Стриптизом» началась после гастролей в Ленинграде, где местные музыканты, вдохновившиеся Depeche Mode, играли «жёсткую волну с тенденцией на утяжеление». В ответ на сравнение «Стриптиза» с «Stripped», Бутусов ответил, что не помнит эту песню, однако отметил, что писал музыку к «Стриптизу» уже без ориентира на Depeche Mode, это был период другого влияния — эклектики (направления, впитывающего в себя черты разных стилей прошлого). Бутусов рассказывал, что «Стриптиз» создавался как «песня, которая должна бить по мозгам» и «запугивать подростков». Он называл её «тупой с точки музыкального содержания». Тогда готовилась новая и запоминающаяся, по мнению музыкантов, концертная программа. Планировалось сделать для песни пятнадцатиминутное вступление с целью «демонстрации возможностей синтезаторов»: тогда в группе было три клавишника — Могилевский, «Пифа» и Хоменко, некоторые из которых умели также играть и на других инструментах, что давало больше возможностей для трансформаций песни на концертах. Когда Кормильцев принёс текст, Умецкий «зашёлся от восторга», хотя Бутусов и Могилевский его энтузиазма не разделили. В первых версиях текста песни присутствовала нецензурная лексика («всё уже сказано и пора переходить на мат»), однако позднее от неё было решено отказаться для возможности её публичного исполнения. В интервью 2000 года Кормильцева спросили про строку «Страна умирает, как древний ящер с новым вирусом в клетках». Тот ответил, что «динозавр под воздействием вируса не умер, а мутировал», и, «сменив экономическую систему, он сохранил свои главные внутренние идеологические черты», а вирус, «оказывается, поразил не те органы». На вопрос «Может ли появиться новый вирус […]?» автор сказал, что «мы находимся лишь в начале мутации, и ещё неизвестно, что и куда у него [„ящера“] отрастёт».

### Вторая сторона
Текст «Доктор твоего тела» был написан Кормильцевым не позднее 1987 года. История записи вокала для «Доктора твоего тела» является одним из самых ярких примеров тогдашнего плачевного состояния голоса Бутусова — песня сложена из трёх голосов. Во время записи пластинки один из коллег подтолкнул Бутусова предложить Алле Пугачёвой самой принять участие в какой-нибудь песне альбома. Тогда же Бутусов передал ей просьбу. Та «деликатно отказалась»: «Я петь не буду. Я просто могу тебе показать, как можно украсить вокал и это сработает на эмоциональном уровне». Во время записи «Доктора твоего тела» Пугачёва зашла в студию, увидела обстановку и дала инструкции Кальянову, а Кальянов — Бутусову. В конце концов певица предложила продемонстрировать примерный вокал для этой песни. Кальянов, в свою очередь, это записал. «Скрип» лидера группы был задвинут на дальний план, в то время как главными вокалами в припеве стали шёпот Аллы Пугачёвой и голос Могилевского. По словам Бутусова, музыканты спросили у певицы разрешения на использование её вокала, однако она сказала, «что не надо всего этого». Её партию оставили на записи на свой страх и риск. Хотя, по другим сведениям музыканта, он «позвонил Пугачевой, покаялся, что мы сделали пиратскую запись с её шёпотом, и она разрешила его использовать». Общеизвестным стал факт её участия в песне благодаря издателям, которые докопались и отметили её на пластинке.
«Я хочу быть с тобой» была составлена Бутусовым из двух отдельных стихотворений Кормильцева — куплета из одного стихотворения и припева из другого. На конверте пластинки «Князь тишины» в качестве авторов были указаны «Бутусов-Кормильцев, Бутусов», что на самом деле неверно. По свидетельствам самого Ильи Кормильцева и Дмитрия Быкова, Кормильцев «сочинил эти стихи в те пятнадцать минут, на которые опаздывала его тогдашняя девушка». В то же время ходили слухи, что песня была написана в память о погибшей подруге Кормильцева или Бутусова. Изначально песня воспринималась, как обращение влюблённого мужчины к женщине: например, Вячеслава Геннадьевича к его супруге. В начале девяностых Илья Кормильцев посчитал, что количество девушек, претендующих на роль прототипа лирической героини песни, равнялось не менее чем шестидесяти четырём. В другом интервью Кормильцев говорил, что написал «Я хочу быть с тобой» весной, «уже пять лет как забыв, что такое сессии, после работы», в городе Ревда Свердловской области. По сведениям Леонида Порохни в книге «„Наутилус Помпилиус“. Мы вошли в эту воду однажды», тогда поэт «трудился переводчиком у итальянцев, которые строили в Ревде кирпичный завод». По прошествии лет Бутусов стал замечать в ней и некоторый религиозный контекст: «К этой своей песне я долгое время относился чисто потребительски… Но вдруг — композиция приобрела в моём сознании религиозный, библейский смысл, и теперь я исполняю её с огромным воодушевлением». При этом фраза «я хочу быть с тобой» понимается им как обращение человека к Богу. Также известно, что при написании текста Кормильцев писал «Тебя» с большой буквы, словно обращаясь к Богу. По словам Бутусова, раньше он воспринимал эту песню как страдание, однако позднее осознал, что «человек в ней приходит к осознанию того, что любовь незыблема».
Текст «Казановы» был написан Кормильцевым в 1986 году в Ревде, а остальная часть песни создавалась перед очередной сессией записи «Разлуки». Бутусов придумал проигрыш и тему припева, а Могилевский помог ему воплотить идеи в полноценную мелодию. По мнению Бутусова, на данный момент «Казанова» «утратила свою актуальность».

«Шар цвета хаки» — единственная песня авторства исключительно Бутусова на «Князе тишины». Она была написана весной 1986 года «в паническом ужасе, вызванном возможностью попасть на службу в армию» и рассказывала о «патологическом неприятии милитаризма» автором. В хит-параде «Московского комсомольца» песню «Шар цвета хаки» назвали «супербоевиком», что привело в недоумение автора А. Яковина: «Трудно подобрать более неподходящую характеристику для песни, так яростно возражающей против всех и всяческих боев». Текст песни в «Разлуке» и «Князе тишины» несколько отличается. В первом варианте Бутусов поёт: «Я не видел людей страшней, чем людей цвета хаки», в то время как более поздняя версия звучит так: «Я не видел толпы страшней, чем толпа цвета хаки». По словам автора песни, Алексей Балабанов указал ему на то, что первый вариант неправилен с грамматической точки зрения. В «Шаре цвета хаки» усматриваются схожести мелодии и интонаций с песней группы Slade «I Don' Mind» с их третьего студийного альбома 1972 года Slayed?.
Текст «Последнее письмо» был написан Бутусовым в 1981—1982 годах, только съехавшим от своих родителей, от «лица человека, который прощался с детством, он уходил в самостоятельное плавание». Он воспринимал Америку как некую легенду, миф — «с индейцами, ковбоями, приключениями в лесах Амазонки». Умецкий, в свою очередь, дополнил текст строками «Мне стали слишком малы твои тертые джинсы / Нас так долго учили любить твои запретные плоды». Песня вошла в альбом «Невидимка» как «добавка», заполнение пустого пространства для полноценности записи. Бутусов представлял себе звучание «Последнего письма» в популярном тогда стиле регги. Концерты 1987—1988 годов, как и альбом «Князь тишины», завершались именно «Последним письмом» (на пластинке название песни сменилось на «Прощальное письмо»): ближе к концу песни инструменты замолкали один за другим и музыканты поочерёдно покидали сцену, оставляя Могилевского и его «одинокий саксофон» до конца песни. Популярность «Прощального письма» для Бутусова остаётся загадкой и по сей день, в то время как Умецкий «всегда ориентировался на эту вещь» и с самого начала был уверен в успехе песни, потому что «композиция была однозначно сильная».

## Выпуск
Ещё в 1988 году «Князь тишины» задумывалась как одна из первых кооперативных пластинок (наравне с новыми на тот момент записями «Машины времени», Владимира Преснякова и Владимира Кузьмина). Прямым владельцем записанного материала, скорее всего, являлся «Синтез». Осенью всё того же 1988 года «Синтез» взялся за осуществление ещё одного проекта, связанного с «Наутилусом»: подготовку и выпуск концертного альбома группы. Работа велась в октябре, и материал был готов к производству. Заводы, однако, отказывались печатать продукцию кооперативов, а фирма «Мелодия» пыталась помешать планам новоявленных конкурентов. В итоге, обещанные Лебедевым 50 000 рублей не получил никто, кроме «чиновников из „Мелодии“». Лебедев передал фонограмму «Мелодии» за себестоимость. По воспоминаниям Александра Кальянова, на «Мелодию» «Наутилус» вывела Пугачёва.
Существуют снимок обложки кассеты «Князь тишины» издания «Синтеза», распространявшейся, вероятно, в 1988—1989 годах, и сведения очевидцев о существовании кассеты до выхода пластинки. Кассета содержала пять песен, в итоге не вошедших в издание «Мелодии»: «Чужой человек», «Мой брат Каин», «Бриллиантовые дороги», «Город братской любви» и «Дети любви». Песни из готовящейся к выходу пластинки звучали на волнах «Молодёжного канала» радиостанции «Юность».
Пока «Синтез» боролись за право выбраться на рынок, в начале августа 1988 года «Мелодия» выпустила сборную концертную пластинку «Наутилус Помпилиус / Бригада С» с записью выступления на «Рок-панораме-87» (каждая сторона была выделена целиком на одну группу) — бутлег, к которому ни «Наутилус Помпилиус», ни «Бригада С» не имели никакого отношения: выбор песен, запись и оформление осуществлялись непосредственно «Мелодией» без согласования с группами. После того, как музыкантам «Наутилуса» стало известно об уже практически выпущенном альбоме, Илья Кормильцев, по его же словам, «позвонил на фирму „Мелодия“ и поинтересовался возможным гонораром, на что ему вежливо ответили, что, мол, не „его это ума дело“». Песня «Скованные одной цепью» на этой пластинке ошибочно была названа «Круговой порукой»: в ответ на претензию Кормильцева «ему было сказано, что беспокоиться об этом надо самим авторам, а уж никак не выпускающим пластинку». Пластинка разлетелась миллионным тиражом.
В итоге на прилавках магазинов «Князь тишины» появился лишь в октябре 1989 года, спустя 11 месяцев после распада состава группы по инициативе Бутусова, желавшего возобновить сотрудничество с Умецким. Точный тираж пластинки неизвестен. Вопреки комментариям фотографа «Наутилуса» Элияху Лемке о том, что он намного превышал миллион, существуют сведения, указывающие на то, что всего было продано 682 750 копий, как минимум 573 660 из которых — винилового издания. На бутлегерских кассетах альбом, по неизвестным причинам, был выпущен под названием «Казнь тишины». В 1994 и 1997—1998 годах альбом был издан на аудиокассетах и компакт-дисках лейблом Moroz Records, а в 2014 и 2021 годах он был перевыпущен на виниле лейблом Bomba Music.

## Название и обложка
Альбом был назван по самой ранней по моменту создания из вошедших в него песен. Оформлением пластинки занимался М. Афанасьев, а снимки были сделаны Сергеем Борисовым. Лицевая обложка в народе вызывает ассоциации с научно-фантастическим романом Александра Беляева «Голова профессора Доуэля», а задняя (позднее использованная в качестве обложки CD-издания 1994 года) — с приключенческим романом Майн Рида «Всадник без головы».

## Восприятие и наследие
Далеко не все поклонники раннего «Наутилуса Помпилиуса» остались довольны пластинкой, как и новообразовавшимся эстрадным звучанием группы в целом, однако благодаря изданию её «Мелодией» именно она стала самой известной в дискографии группы, превосходя даже первоначально прославившую её «Разлуку». По версии московского журнала «Сельская молодёжь», вследствие проведённого среди читателей опроса, пластинка «Князь тишины» заняла третье место в категории лучших выпущенных советских альбомов за июнь—октябрь 1989 года.
По словам фотографа группы Элияху Лемке, «сейчас понятно, что ни в каком „ремейке“ (по крайней мере в том смысле, что вкладывали в это слово представители столичной звукозаписи) материал ранних альбомов не нуждался, однако в то время это было очевидно далеко не для всех». Дмитрий Умецкий с самого начала создания «попсово-ресторанного варианта „Разлуки“» отнёсся к нему скептически; в особенности — к работе Хоменко.
| Оценки критиков | Оценки критиков |
| Источник        | Оценка          |
| --------------- | --------------- |
| «Перекати поле» | [ 23 ]          |
| «Мелодия»       | (положительно)  |

Менеджер группы в 1987—1988 годах Александр Калужский в статье для журнала «Перекати поле» 1990 года сравнил «Князя тишины» с «пластинками типа „Оркестр клуба одиноких сердец Поля Мориа“». По его мнению, «опыт записи этой пластинки показывает, что при сэмплерной и секвенсорной технике хватило бы двух человек: Бутусова (голос) и Елизарова (голова и руки)». Калужский отметил участие «Мелодии» — «до такой безвкусицы в расстановке песен своим умом не дойти, даже если „будет еще одна пьяная ночь“». Калужский похвалил гитарное соло Елизарова на «Докторе твоего тела»; «Стриптиз», «Скованных», «Князя Тишины» и «Взгляд с экрана» данная запись, по его мнению, «почти не испортила»; к новым версиям «Казановы» и «Прощального письма» он отнёсся спокойно, отметив, что они тоже могут сыскать себе поклонников. Однако, Калужский очень негативно высказался о неудачных стилистических решениях песен «Шар цвета хаки» и «Я хочу быть с тобой» — «неверность нового прочтения по существу привела к искажению содержания».
В старой версии первой из них [«Шара цвета хаки»] вся драматургия держалась на антимузыкальных, враждебных человеческому существу, воплях «Марш!..». Их сменили на мощный, но слаженный хор — и песня получилась ни о чём, этакая «Bohemian Rhapsody»... Во второй [«Я хочу быть с тобой»] каждый участник постарался сыграть настолько красиво, что интимное обращение трансформировалось в нечто прямо противоположное: я хочу, чтобы все слышали, как красиво я хочу быть с тобой.Александр Калужский, 
Автор журнала «Мелодия» был настроен к пластинке положительно: «на первый взгляд амелодичные» музыкальные номера — «резкие, бескомпромиссные работы», «обладающие всеми признаками шлягеров», а стихи Кормильцева «по-снайперски точны». Журналист выделил «злые марши» — «Скованные одной цепью» и «Шар цвета хаки», сравнив последний с эпизодом нашествия из первой части Седьмой симфонии Шостаковича, а песня-ария «Я хочу быть с тобой» была прозвана «неторопливым барочным гимном в духе Вивальди».
Элияху Лемке считает, что «старые песни, такие как „Князь тишины“, „Скованные“, „Прощальное письмо“ немало потеряли после переодевания в „грамотный“ эстрадно-цифровой елизаровский звук», однако альбом небесполезен за счёт присутствующих на нём единственных существующих студийных версий песен «Доктор твоего тела», «Я хочу быть с тобой» и «Стриптиз». «При всех своих очевидных недостатках и нетипичности звучания», «Князь тишины» "оказался бесценным документом эпохи «звёздного периода» «Наутилуса»".
В 2010 году альбом занял сороковое место в списке «50 лучших русских альбомов всех времен», составленном журналом «Афиша» по итогам опроса молодых российских музыкантов. В мае 2012 года, в результате голосования, проводившегося сайтом OpenSpace.ru, альбом «Князь тишины» занял пятую позицию в списке 50 главных пластинок «Мелодии». Альбом вошёл в аналогичный список радиостанции «Серебряный дождь» 2013 года. «Князь тишины» — один из любимых альбомов вокалиста коллектива «Мумий Тролль», Ильи Лагутенко.

## Список композиций
Все тексты написаны Ильёй Кормильцевым, за исключением отмеченных, вся музыка написана Вячеславом Бутусовым, композиции «Скованные», «Стриптиз», «Я хочу быть с тобой», «Казанова»  в соавторстве с Алексеем Могилевским.
| №  | Название                                                       | Текст песни                           | Музыка                                | Длительность |
| -- | -------------------------------------------------------------- | ------------------------------------- | ------------------------------------- | ------------ |
| 1. | «Скованные» («Скованные одной цепью» на переиздании 1997 года) |                                       | Вячеслав Бутусов, Алексей Могилевский | 4:23         |
| 2. | «Князь тишины»                                                 | Эндре Ади (перевод — Леонид Мартынов) |                                       | 3:37         |
| 3. | «Взгляд с экрана»                                              |                                       |                                       | 4:30         |
| 4. | «Стриптиз»                                                     |                                       | Вячеслав Бутусов, Алексей Могилевский | 4:56         |

| №  | Название                                                                        | Текст песни                       | Музыка                                | Длительность |
| -- | ------------------------------------------------------------------------------- | --------------------------------- | ------------------------------------- | ------------ |
| 1. | «Доктор твоего тела»                                                            |                                   |                                       | 4:40         |
| 2. | «Я хочу быть с тобой»                                                           |                                   | Вячеслав Бутусов, Алексей Могилевский | 4:26         |
| 3. | «Казанова»                                                                      |                                   | Вячеслав Бутусов, Алексей Могилевский | 4:05         |
| 4. | «Шар цвета хаки»                                                                | Вячеслав Бутусов                  |                                       | 2:40         |
| 5. | «Прощальное письмо» (также известна как «Последнее письмо» и «Гудбай, Америка») | Вячеслав Бутусов, Дмитрий Умецкий |                                       | 3:47         |

## Участники записи
- Вячеслав Бутусов — вокал, гитара
- Алексей Могилевский — клавишные, саксофон, бэк-вокал
- Алексей Хоменко — клавишные
- Виктор «Пифа» Комаров — клавишные (Yamaha DX-21, Yamaha DX-711D; Roland D-50, Roland S-50[92])
- Владимир Елизаров — гитара, бас-гитара, клавишные, «запрограмированные партии ударных»[92] (Yamaha RX-5[92])
- Владимир «Зема» Назимов — драм-машина
- Алла Пугачёва — бэк-вокал (5)
- Александр Кальянов, Владимир Елизаров — звук[25]